# Caprimulgidae
Ne doit pas être confondu avec Angoulvent.
Famille
Les Caprimulgidae, ou Caprimulgidés en français, sont une famille d'oiseaux constituée d'environ 95 espèces existantes d'engoulevents. 

## Description
Les engoulevents sont des oiseaux crépusculaires et nocturnes, de taille petite à moyenne (9 à 40 cm), aux ailes longues et étroites. Leurs pattes sont courtes, mais leurs doigts puissants portent des griffes acérées. Ils ont un plumage généralement gris-brun.

## Répartition
Cosmopolites, ils vivent dans une large variété d'habitats, rarement loin de l'eau.

## Comportement
Certaines espèces de cette famille hibernent, ce qui est rare chez les oiseaux.

## Étymologie
Le nom latin Caprimulgus signifie « suceur de chèvre » car jadis, les paysans croyaient que l'engoulevent, oiseau du crépuscule, pénétrait dans les étables à la nuit tombée pour sucer le pis des bêtes.
Leur nom français vient de l'occitan Engola-vent signifiant littéralement avale-vent en raison de leur réputation de voler le bec ouvert pour avaler leurs proies.
À ce propos, Buffon reprend aux naturalistes anciens (Aristote, Pline et Élien) la légende du Caprimulgus.
Dans l'article qu'il consacre à la Chèvre dans son Histoire naturelle, Buffon écrit :
« Les chèvres [...] sont, comme les vaches et les brebis, sujettes à être tétées par la couleuvre, et encore par un oiseau connu sous le nom de téte-chèvre ou crapaud volant, qui s'attache à leur mamelle pendant la nuit, et leur fait, dit-on perdre leur lait. »

## Systématique
Suivant les travaux phylogénétiques de Han et al. (2010), la taxinomie de ce groupe est entièrement révisée. Les sous-familles traditionnelles des Caprimulgidae (Caprimulginae et Chordeilinae) ne sont pas soutenues par l'étude, qui montre qu'aucune n'est monophylétique. C'est le cas aussi pour une autre sous-famille proposée, les Eurostopodinae. Han et al. suggèrent de ne pas établir de sous-familles tant que des analyses complémentaires ne sont pas faites pour évaluer la monophylie du genre Eurostopodus.

### Liste des genres et espèces
Selon la classification de référence du Congrès ornithologique international (version 15.1, 2025) :
- Eurostopodus Gould, 1838 — 7 espèces
- Lyncornis Gould, 1838 — 2 espèces
- Gactornis Han, Robbins & Braun, 2010 — 1 espèce
- Chordeiles Swainson, 1832 — 6 espèces
- Lurocalis Cassin, 1851 — 2  espèces
- Nyctiprogne Bonaparte, 1857 — 2 espèces
- Nyctipolus Ridgway, 1912 — 2 espèces
- Nyctidromus Gould, 1838 — 2 espèces
- Setopagis Ridgway, 1912 — 4 espèces
- Eleothreptus Gray, GR, 1840 — 2 espèces
- Systellura Ridgway, 1912 — 2 espèces
- Uropsalis Miller, W, 1915 — 2 espèces
- Hydropsalis Wagler, 1832 — 4 espèces
- Macropsalis Sclater, 1866 — 1 espèce
- Siphonorhis Sclater, 1861 — 2 espèces
- Nyctiphrynus Bonaparte, 1857 — 4 espèces
- Phalaenoptilus Ridgway, 1880 — 1 espèce
- Antrostomus Bonaparte, 1838 — 12 espèces
- Veles Bangs, 1918 — 1 espèce
- Caprimulgus Linnaeus, 1758 — 39 espèces

Parmi celles-ci, une espèce est éteinte : l'Engoulevent de Jamaïque (†Siphonorhis americana).